# Long Thạnh, Phụng Hiệp
Long Thạnh là một xã thuộc huyện Phụng Hiệp, tỉnh Hậu Giang, Việt Nam.

## Địa lý
Xã Long Thạnh nằm ở phía đông bắc huyện Phụng Hiệp, có vị trí địa lý:
- Phía đông giáp huyện Châu Thành và huyện Châu Thành A
- Phía nam giáp xã Tân Long
- Phía tây giáp xã Hòa Mỹ
- Phía bắc giáp xã Thạnh Hòa.

Xã Long Thạnh có diện tích 25,74 km², dân số năm 2022 là 15.653 người, mật độ dân số đạt 608 người/km².

## Hành chính
Xã Long Thạnh được chia thành 10 ấp: Trường Khánh 1, Trường Khánh 2, Long Trường 1, Long Trường 2, Long Trường 3, Long Sơn 1, Long Sơn 2, Long Hòa A1, Long Hòa A2, Long Hòa B.

## Lịch sử
Ngày 28 tháng 3 năm 1983, Hội đồng Bộ trưởng ban hành Quyết định số 21-HĐBT về việc chia xã Long Thạnh thành ba xã: Long Thạnh, Tân Long và Thạnh Long.
Ngày 16 tháng 9 năm 1989, Hội đồng Bộ trưởng ban hành Quyết định số 128-HĐBT về việc sáp nhập xã Thạnh Long vào xã Tân Long.
Ngày 7 tháng 12 năm 1990, Ban Tổ chức Chính phủ ban hành Quyết định số 547/QĐ-TCCP về việc sáp nhập xã Tân Long vào xã Long Thạnh.
Ngày 24 tháng 8 năm 1999, Chính phủ Việt Nam ban hành Nghị định số 80/1999/NĐ-CP về việc thành lập xã Tân Long trên cơ sở 2.172 ha diện tích tự nhiên và 15.799 nhân khẩu của xã Long Thạnh.
Sau khi điều chỉnh địa giới hành chính, xã Long Thạnh có 2.605 ha diện tích tự nhiên và 17.541 nhân khẩu.